# Liste de jeux vidéo de saisons de sport automobile
Cette liste répertorie les jeux vidéo de course sortis sur consoles et ordinateurs qui sont dédiés à une ou plusieurs saisons d'un championnat de sport automobile. Tous possèdent une licence leur permettant d'appliquer la réglementation et de présenter les circuits, véhicules et pilotes officiels de la saison disputée. Ces jeux sont souvent qualifiés de simulations, à opposer aux jeux arcades moins réalistes.
Ne sont pas listés sur cette page les jeux avec championnat fictif, comme Sega Rally ou Gran Turismo, et les jeux avec championnat intemporel, comme Ferrari Challenge: Trofeo Pirelli. La date indiquée dans la première colonne correspond à la première sortie du jeu toutes plates-formes et régions du monde confondues.

## Formule 1
| Date de sortie     | Titre                             | Développeur                      | Éditeur                          | Saison    | Plate-forme                             | Commentaires |
| ------------------ | --------------------------------- | -------------------------------- | -------------------------------- | --------- | --------------------------------------- | --- |
| 20 décembre 1991   | F1 Grand Prix: Nakajima Satoru    | Varie                            | Varie                            | 1991      | MD                                      | |
| 1er octobre 1992   | Formula One Grand Prix            | MicroProse                       | MicroProse                       | 1991      | AGA • ST • DOS                          | Cette simulation de Formule 1 est considéré à sa sortie comme la plus avancée du marché. Bien que le jeu ne soit pas affilié à la FIA, les équipes et les 26 pilotes de la saison 1991 sont facilement reconnaissables et les noms fictifs peuvent être modifiés. |
| 11 décembre 1992   | F1 Super License: Nakajima Satoru | Varie                            | Varie                            | 1992      | MD                                      | |
| 1993               | F1 Pole Position                  | Human Entertainment              | Human Entertainment              | 1992      | SNES                                    | Propose la saison 1992 de Formule Un, mais avec seulement 7 écuries. Michael Andretti remplace Ayrton Senna, lequel était sous licence exclusive avec la série Monaco Grand Prix de Sega. |
| 1994               | F1 Pole Position 2                | Human Entertainment              | Human Entertainment              | 1993      | SNES                                    | Propose la saison 1993 de Formule Un, toujours avec 7 écuries (Williams, Tyrrell, Benetton, McLaren, Footwork, Ferrari, Sauber). Le jeu permet de créer son propre pilote, avec un choix de visages dont un ressemblant à Ayrton Senna...toujours absent pour cause de licence Sega. |
| 30 août 1996       | Grand Prix 2                      | MicroProse                       | MicroProse                       | 1994      | DOS                                     | C'est l'un des premiers jeux à utiliser l'image de synthèse en 3D ainsi que le SVGA, ce qui permet d'afficher une définition d'écran de 800 x 600 pixels. |
| 9 septembre 1996   | Formula 1                         | Bizarre Creations                | Psygnosis                        | 1995      | PSX • WIN                               | Le jeu étant sorti un an après le championnat, tous les pilotes, y compris les transferts en cours de saison, sont présents. Ainsi, si le joueur participe au Grand Prix d'Espagne, Nigel Mansell sera présent chez McLaren. C'est aussi un des derniers jeux à comporter des sponsors de l'alcool et de cigarettiers (uniquement les logos pour ces derniers).                               |
| 30 septembre 1997  | Formula 1 97                      | Bizarre Creations                | Psygnosis                        | 1997      | PSX • WIN                               | Absence de Jacques Villeneuve et de l'écurie MasterCard Lola. Présence du circuit d'Estoril et de Jerez (au moment du développement du jeu, les développeurs ne savaient pas encore si le circuit d'Estoril allait être prêt pour accueillir la dernière manche du championnat, ou si Jerez allait le remplacer).                                                                             |
| 27 juillet 1998    | F-1 World Grand Prix              | Paradigm Entertainment           | Video System                     | 1997      | N64                                     | Absence de Jacques Villeneuve et de l'écurie MasterCard Lola. |
| 9 octobre 1998     | Grand Prix Legends                | Papyrus Design Group             | Sierra Entertainment             | 1967      | WIN                                     | Licence ? |
| 30 octobre 1998    | Formula 1 98                      | Visual Science                   | Psygnosis                        | 1998      | PSX                                     | |
| 30 septembre 1999  | F-1 World Grand Prix II           | Paradigm Entertainment           | Video System                     | 1998      | DC • GBC • N64                          | |
| 1er octobre 1999   | Formula One 99                    | Studio 33                        | Psygnosis • Take-Two Interactive | 1999      | PSX • WIN                               | |
| 28 juillet 2000    | Grand Prix 3                      | MicroProse                       | Hasbro Interactive               | 1998      | WIN                                     | |
| 6 octobre 2000     | Formula One 2000                  | Studio 33                        | SCE • Take-Two Interactive       | 2000      | GBC • PSX                               | |
| 25 mai 2001        | Formula One 2001                  | Studio 33 • SCE Studio Liverpool | SCE                              | 2001      | PSX • PS2                               | |
| 14 juin 2002       | Grand Prix 4                      | Microprose                       | Infogrames                       | 2001      | WIN                                     | Grand Prix 4 fut initialement prévu puis annulé sur Xbox. Il reste à ce jour le meilleur jeu de simulation de Formule 1 pour beaucoup de joueurs[réf. nécessaire]. |
| 1er novembre 2002  | Formula One 2002                  | SCE Studio Liverpool             | SCEE                             | 2002      | PS2 • XB                                | |
| 11 juillet 2003    | Formula One 2003                  | SCE Studio Liverpool             | SCEE                             | 2003      | PS2                                     | |
| 30 juillet 2004    | Formula One 2004                  | SCE Studio Liverpool             | SCEE                             | 2004      | PS2                                     | |
| 1er juillet 2005   | Formula One 05                    | SCE Studio Liverpool             | SCE                              | 2005      | PS2                                     | |
| 1er septembre 2005 | F1 Grand Prix                     | Traveller's Tales                | SCE                              | 2005      | PSP                                     | |
| 28 décembre 2006   | Formula One 06                    | SCE Studio Liverpool             | SCE                              | 2006      | PS2 • PSP                               | |
| 28 décembre 2006   | Formula One Championship Edition  | SCE Studio Liverpool             | SCE                              | 2006      | PS3                                     | |
| octobre 2009       | Formula One 2009                  | Codemasters                      | Codemasters                      | 2009      | PSP • WII                               | Premier jeu multiplate-forme après six années d'exclusivité Sony. |
| octobre 2010       | F1 2010                           | Codemasters                      | Codemasters                      | 2010      | PS3 • WIN • X360                        | |
| octobre 2011       | F1 2011                           | Codemasters                      | Codemasters                      | 2011      | PS3 • WIN • X360 • 3DS • PS Vita        | |
| septembre 2012     | F1 2012                           | Codemasters                      | Codemasters                      | 2012      | PS3 • WIN • X360                        | |
| octobre 2013       | F1 2013                           | Codemasters                      | Codemasters                      | 2013      | PS3 • WIN • X360                        | Le jeu inclut le mode Classics qui contient 10 pilotes des années 1980 tels que Mario Andretti, Nigel Mansell, Emerson Fittipaldi, Gerhard Berger, le circuit de Brands Hatch et celui de Jerez et 7 pilotes des années 1990 tels que Alain Prost, Eddie Irvine, ainsi que les circuits d'Estoril et d'Imola.                                                                                 |
| octobre 2014       | F1 2014                           | Codemasters                      | Codemasters                      | 2014      | PS3 • WIN • X360                        | |
| Juillet 2015       | F1 2015                           | Codemasters                      | Codemasters                      | 2014-2015 | PS4 • WIN • XONE                        | Premier jeu sur console next-gen |
| Août 2016          | F1 2016                           | Codemasters                      | Codemasters                      | 2016      | PS4 • PC • XONE                         | |
| Août 2017          | F1 2017                           | Codemasters                      | Codemasters                      | 2017      | PS4 • PC • XONE                         | Retour des voitures classiques comme dans F1 2013, avec les Ferrari de 1995, 2002, 2004 et 2007; Les McLaren de 1988, 1991, 1998 et 2008 ; les Williams de 1992 et 1996 la Renault R26 de 2006 et enfin la Red Bull RB6 de 2010. |
| Août 2018          | F1 2018                           | Codemasters                      | Codemasters                      | 2018      | PS4 • PC • XONE                         | Nouveau système de classement avec une superlicence qui permet de classer les pilotes par rapport à leur comportement sur la piste. Ajout dans les voitures classiques des Lotus 72D et 79, des McLaren M23-D et MP4/1B, des Ferrari F312 T2 et T4, de la Williams FW25 et de la Brawn GP BGP 001.                                                                                            |
| 28 juin 2019       | F1 2019                           | Codemasters                      | Codemasters                      | 2019      | PS4 • WIN • XONE                        | Ajout du championnat de Formule 2 2019 (2018 pour le mode Carrière) |
| 10 juillet 2020    | F1 2020                           | Codemasters                      | Codemasters                      | 2020      | PS4 • PC • XONE                         | Le jeu conserve le calendrier initial du championnat de 2020, avant que celui-ci soit perturbé par la pandémie de COVID-19. Dans cette édition qui fête les 70 ans de la discipline, Michael Schumacher est à l'honneur avec des tenues et des casques, ainsi que la Jordan 191, les Benetton B194 et B195 et la Ferrari F1-2000, des monoplaces avec lesquelles le pilote allemand a brillé. |
| 16 juillet 2021    | F1 2021                           | Codemasters                      | Codemasters                      | 2021      | PS5 • Xbox Series PS4 • PC • Steam XONE | Le jeu inclut trois nouveaux circuits : Imola (Italie), Portimão (Portugal) et Djeddah (Arabie Saoudite). Les modes de jeu Braking Point, et Real-Season Start sont introduits, pendant que le mode Carrière est mis à jour. L'utilisiateur peut choisir les anciens pilotes Michael Schumacher, Ayrton Senna, Alain Prost, Jenson Button, Nico Rosberg, David Coulthard et Felipe Massa.     |

## IndyCar
| Date de sortie | Titre                                 | Développeur            | Éditeur               | Saison                       | Plate-forme    | Commentaires                                                                              |
| -------------- | ------------------------------------- | ---------------------- | --------------------- | ---------------------------- | -------------- | ----------------------------------------------------------------------------------------- |
| 1994           | Michael Andretti's Indy Car Challenge | Genki                  | Bullet Proof Software | Indy Car World Series 1994   | SNES           |                                                                                           |
| 1997           | ABC Sports Indy Racing                | Shot Sports Software   | ABC Interactive       | Indy Racing League 1996-1997 | WIN            |                                                                                           |
| 9 juin 2000    | Indy Racing 2000                      | Paradigm Entertainment | Infogrames            | Indy Racing League 1999      | N64            |                                                                                           |
| 20 juin 2003   | IndyCar Series                        | Brain In A Jar         | Codemasters           | Indy Racing League 2002      | PS2 • WIN • XB |                                                                                           |
| 25 juin 2004   | IndyCar Series 2005                   | Brain In A Jar         | Codemasters           | IndyCar Series 2003          | PS2 • XB       | Bien que portant le nom « Indycar Series 2005 », le jeu se déroule durant la saison 2003. |

## NASCAR
| Date de sortie          | Titre                           | Développeur                          | Éditeur                         | Saison | Plate-forme                          | Commentaires                                                               |
| ----------------------- | ------------------------------- | ------------------------------------ | ------------------------------- | ------ | ------------------------------------ | -------------------------------------------------------------------------- |
| 1990                    | Bill Elliott's NASCAR Challenge | Distinctive Software                 | Konami                          | 1990   | AGA • DOS • MAC • NES                | Tout premier jeu sous licence NASCAR                                       |
| 1990                    | Days of Thunder                 | Argonaut Software                    | Mindscape                       | 1990   | AGA • DOS • ST • NES • C64 • GB • ZX | Ce jeu est une adaptation du film Jours de tonnerre                        |
| 1994                    | NASCAR Racing                   | Papyrus Design Group                 | Sierra                          | 1994   | DOS • PSX • MAC                      |                                                                            |
| 15 janvier 1995         | Kyle Petty's No Fear Racing     | Williams Entertainment               | Williams Entertainment          | 1995   | SNES                                 |                                                                            |
| 30 novembre 1996        | NASCAR Racing 2                 | Papyrus Design Group                 | Sierra                          | 1996   | PC                                   |                                                                            |
| 31 octobre 1997         | NASCAR 98                       | EA Sports                            | EA Sports                       | 1997   | PSX • SAT                            |                                                                            |
| 11 septembre 1998       | NASCAR 99                       | EA Sports • Stormfront Studios       | EA Sports                       | 1998   | N64 • PSX                            |                                                                            |
| 1998                    | NASCAR 99 Edition               | Papyrus Design Group                 | Sierra                          | 1998   | PC                                   |                                                                            |
| 1er mars 1999           | NASCAR Revolution               | Stormfront Studios                   | Electronic Arts                 | 1999   | PC                                   |                                                                            |
| 1er avril 1999          | NASCAR Craftsman Truck Racing   | Sierra                               | Sierra                          | 1999   | PC                                   |                                                                            |
| 31 août 1999            | NASCAR Racing 3                 | Papyrus Design Group                 | Sierra                          | 1999   | PC                                   |                                                                            |
| 15 septembre 1999       | NASCAR 2000                     | EA Sports • Stormfront Studios       | EA Sports                       | 1999   | GBC • N64 • PSX • WIN                |                                                                            |
| octobre 1999            | NASCAR Revolution SE            | EA Sports                            | Electronic Arts                 | 1999   | PC                                   |                                                                            |
| 31 octobre 1999         | NASCAR Legends                  | Papyrus Design Group                 | Sierra                          | 1999   | PC                                   |                                                                            |
| 30 novembre 1999        | NASCAR Challenge                | Morning Star Multi                   | Hasbro Interactive              | 1999   | GC                                   |                                                                            |
| 3 février 2000          | NASCAR Rumble                   | Electronic Arts                      | Electronic Arts                 | 2000   | PSX                                  |                                                                            |
| 19 septembre 2000       | NASCAR 2001                     | EA Sports                            | EA Sports                       | 2000   | PSX • PS2                            |                                                                            |
| 6 novembre 2000         | NASCAR Heat                     | Monster Games                        | Hasbro Interactive              | 2000   | GBA • PSX • WIN                      |                                                                            |
| 2000                    | NASCAR Racers                   | Majesco                              | Majesco                         | 2000   | GBC • PSX                            |                                                                            |
| 2000                    | NASCAR Arcade                   | Sega AM3 / Electronic Arts           | Sega                            | 2000   | ARC                                  |                                                                            |
| 6 février 2001          | NASCAR Racing 4                 | Papyrus Design Group                 | Sierra                          | 2001   | PC                                   |                                                                            |
| 18 juin 2001            | NASCAR Heat 2002                | Monster Games • Crawfish Interactive | Infogrames                      | 2001   | GBA • PS2 • XB                       |                                                                            |
| 2 octobre 2001          | NASCAR Thunder 2002             | EA Tiburon                           | EA Sports                       | 2001   | PSX • PS2 • XB                       |                                                                            |
| 14 février 2002         | NASCAR Racing 2002 Season       | Papyrus Design Group                 | Sierra Entertainment            | 2002   | MAC • WIN                            |                                                                            |
| 19 septembre 2002       | NASCAR Thunder 2003             | EA Tiburon • Budcat Creations        | EA Sports                       | 2002   | GC • PSX • PS2 • WIN • XB            |                                                                            |
| 11 novembre 2002        | NASCAR: Dirt to Daytona         | Monster Games                        | Infogrames                      | 2002   | GC • PS2                             |                                                                            |
| 13 février 2003         | NASCAR Racing 2003 Season       | Papyrus Design Group                 | Sierra Entertainment            | 2003   | MAC • WIN                            |                                                                            |
| 16 septembre 2003       | NASCAR Thunder 2004             | EA Tiburon • Budcat Creations        | EA Sports                       | 2003   | PSX • PS2 • WIN • XB                 |                                                                            |
| 31 août 2004            | NASCAR 2005: Chase for the Cup  | EA Tiburon                           | EA Sports                       | 2004   | GC • PS2 • XB                        |                                                                            |
| 15 février 2005         | NASCAR SimRacing                | EA Tiburon                           | EA Sports                       | 2004   | WIN                                  | Absence du Pocono Raceway qui accueille les Pocono 500 et Pennsylvania 500 |
| 30 août 2005            | NASCAR 06: Total Team Control   | EA Tiburon                           | EA Sports                       | 2005   | PS2 • XB                             |                                                                            |
| 6 septembre 2006        | NASCAR 07                       | EA Tiburon                           | EA Sports                       | 2006   | PS2 • PSP • XB                       |                                                                            |
| 2007                    | EA Sports NASCAR Racing         | EA Sports and Global VR              | Global VR                       | 2007   | ARC                                  |                                                                            |
| 23 juillet 2007         | NASCAR 08                       | EA Tiburon                           | EA Sports                       | 2007   | PS2 • PS3 • X360                     |                                                                            |
| 10 juin 2008            | NASCAR 09                       | EA Tiburon                           | EA Sports                       | 2008   | PS2 • PS3 • X360                     |                                                                            |
| 10 février 2009         | NASCAR Kart Racing              | EA-NC                                | EA Sports                       | 2009   | WII                                  |                                                                            |
| 22 février 2011         | Days of Thunder                 | Piranha Games                        | Paramount Digital Entertainment | 2011   | PS3 • MAC • WIN • X360\|             |                                                                            |
| 29 mars 2011            | NASCAR The Game: 2011           | Eutechnyx                            | Activision                      | 2011   |                                      |                                                                            |
| 1er novembre 2011       | NASCAR Unleashed                | Activision                           | Activision                      | 2011   | PS3 • WII • X360 • 3DS\|             |                                                                            |
| 13 septembre 2016       | NASCAR Heat Evolution           | Monster Games                        | 704games                        | 2016   | PS4 • PC • XONE                      |                                                                            |
| 12 septembre 2017       | NASCAR Heat 2                   | Monster Games                        | 704games                        | 2017   | PS4 • PC • XONE                      |                                                                            |
| 7 septembre 2018        | NASCAR Heat 3                   | Monster Games                        | 704games                        | 2018   | PS4 • PC • XONE                      |                                                                            |
| 7 septembre 2019        | NASCAR Heat 4                   | Monster Games                        | 704games                        | 2019   | PS4 • PC • XONE                      |                                                                            |
| 7 juillet 2020          | NASCAR Heat 5                   | 704Games                             | Motorsport Games                | 2020   | PS4                                  |                                                                            |
| 28 octobre 2021 (prévu) | NASCAR 21: Ignition             | Motorsport Games                     | Motorsport Games                | 2021   | PS5 • Xbox Series PS4 • PC • XONE    |                                                                            |

## Rallye
| Date de sortie    | Titre                               | Développeur       | Éditeur            | Saison                                | Plate-forme                               | Commentaires |
| ----------------- | ----------------------------------- | ----------------- | ------------------ | ------------------------------------- | ----------------------------------------- | --- |
| 1998              | Colin McRae Rally                   | Codemasters       | Codemasters        | Championnat du monde des rallyes 1998 | GBC • PSX • WIN                           | Première et unique version des Colin McRae Rally à utiliser les pilotes inscrits en Championnat du monde et leurs voitures officielles. Seules huit des treize épreuves du championnat 1998 sont présentes. |
| 28 novembre 2001  | WRC World Rally Championship        | Evolution Studios | SCE                | Championnat du monde des rallyes 2001 | PS2                                       | |
| 27 novembre 2002  | WRC II Extreme                      | Evolution Studios | SCE                | Championnat du monde des rallyes 2002 | PS2                                       | |
| 21 novembre 2003  | WRC 3                               | Evolution Studios | SCE                | Championnat du monde des rallyes 2003 | PS2                                       | |
| 22 octobre 2004   | WRC 4                               | Evolution Studios | SCE                | Championnat du monde des rallyes 2004 | PS2                                       | |
| 21 octobre 2005   | WRC: Rally Evolved                  | Evolution Studios | SCE                | Championnat du monde des rallyes 2005 | PS2                                       | |
| 8 octobre 2010    | WRC 2010                            | BlackBean         | Milestone          | Championnat du monde des rallyes 2010 | WIN • PS3 • X360                          | |
| 14 octobre 2011   | WRC 2: FIA World Rally Championship | BlackBean         | Milestone          | 2011                                  | WIN • PS3 • X360                          | |
| 12 octobre 2012   | WRC 3: FIA World Rally Championship | Milestone         | Bigben Interactive | 2012                                  | WIN • PS3 • X360 • PS Vita • OnLive       | |
| 25 octobre 2013   | WRC 4: FIA World Rally Championship | Milestone         | Bigben Interactive | 2013                                  | WIN • PS3 • X360 • PS Vita                | |
| 9 octobre 2015    | WRC 5                               | Kylotonn Games    | Bigben Interactive | 2015                                  | WIN • PS3 • PS4 • X360 • XONE • PS Vita   | |
| 7 octobre 2016    | WRC 6                               | Kylotonn Games    | Bigben Interactive | 2016                                  | WIN • PS4 • XONE                          | |
| 15 septembre 2017 | WRC 7                               | Kylotonn Games    | Bigben Interactive | 2017                                  | WIN • PS4 • XONE                          | |
| 5 septembre 2019  | WRC 8                               | Kylotonn Games    | Bigben Interactive | 2018                                  | WIN • PS4 • NX • XONE                     | |
| 3 septembre 2020  | WRC 9                               | Kylotonn Games    | Bigben Interactive | 2020                                  | WIN • PS4 • PS5 • NX • Xbox Series • XONE | |
| 2 septembre 2020  | WRC 10                              | Kylotonn Games    | Nacon              | 2021                                  | WIN • PS4 • PS5 • NX • Xbox Series • XONE | |

## TourismeetGrand tourisme
| Date de sortie    | Titre                        | Développeur                       | Éditeur                            | Saison                                           | Plate-forme | Commentaires |
| ----------------- | ---------------------------- | --------------------------------- | ---------------------------------- | ------------------------------------------------ | ----------- | ------------ |
| 29 septembre 2006 | GTR 2: FIA GT Racing Game    | Blimey! Games sous licence SimBin | 10tacle                            | GT 2003 et 2004                                  | WIN         |              |
| 24 novembre 2006  | Race: The Official WTCC Game | SimBin                            | Eidos Interactive • Valve Software | WTCC 2006                                        | WIN         |              |
| 12 octobre 2007   | Race 07                      | SimBin                            | SimBin                             | WTCC 2006 et 2007                                | WIN         |              |
| 22 octobre 2008   | STCC: The Game               | SimBin                            | Atari                              | Championnat suédois de voitures de tourisme 2008 | WIN         |              |
| 17 février 2009   | Race Pro                     | SimBin                            | Atari                              | WTCC 1987, 2006 et 2007                          | X360        |              |